# Adolfo Pedernera
Adolfo Alfredo Pedernera, né le 15 novembre 1918 à Avellaneda et décédé le 12 mai 1995, était un footballeur et entraîneur de football argentin.
Il jouait au poste d'attaquant notamment pour le club de Club Atlético River Plate, une équipe surnommée La Máquina (« La Machine ») et pour la sélection argentine.
Au cours de sa carrière, il était surnommé El Maestro (« Le Maître »).

## Biographie

### Carrière de joueur

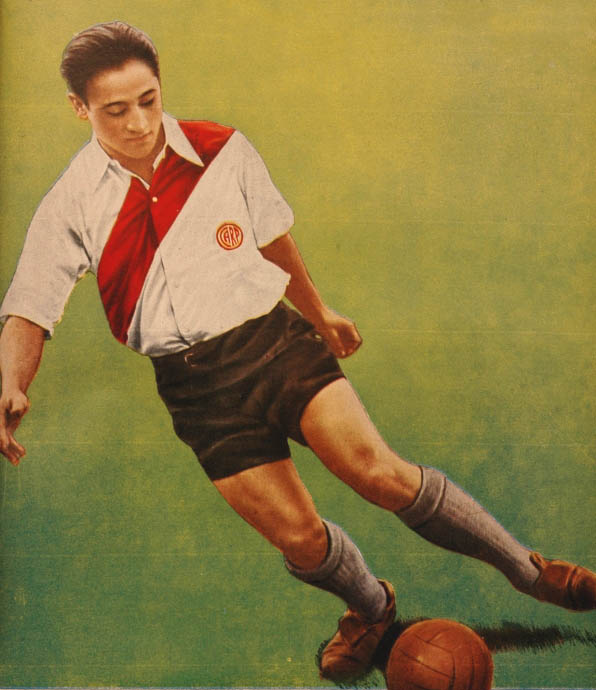
Pedernera in 1937.

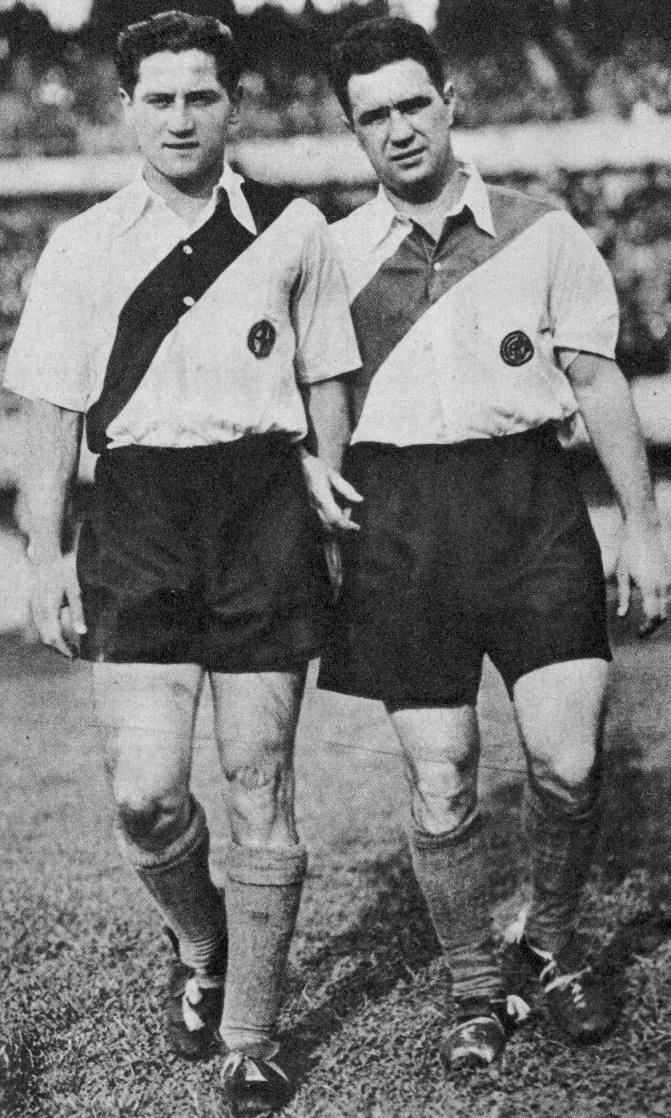
Pedernera à gauche avec Carlos Peucelle.

Adolfo Pedernera débute au Club Atlético Huracán puis rejoint dès 1933 le club vedette du River Plate avec lequel il remporta pas moins de cinq titres de champion d'Argentine (1936, 1937, 1941, 1942 et 1945) en compagnie de joueurs comme José Manuel Moreno, Ángel Labruna et Félix Loustau.
Après la guerre, Pedernera rejoint l'Atlanta en 1947, Huracán en 1948 puis les Millonarios de Bogota en 1949. Avec les Millonarios, il côtoie Alfredo Di Stéfano et remporte quatre fois le championnat colombien (1949, 1951, 1952, 1953).
Il porta à vingt reprises le maillot de la sélection argentine marquant 7 buts mais n'eut pas l'occasion de disputer une Coupe du monde.

### Carrière d'entraîneur
À partir de 1950 Pedernera est aussi devenu entraîneur des Millonarios, gagnant le championnat de Colombie à trois reprises (1951, 1952, 1953), la Copa Colombia en 1953 et la pequeña Copa del Mundo, un ancêtre de la coupe intercontinentale dans la même an, battant plusieurs fois le grand Real Madrid lors de tournées en Europe.
Pedernera retourna ensuite en Argentine joueur pour le club de ses débuts, Huracán. Avec Boca Juniors Pedernera gagné le championnat de l'Argentine de 1965.

### Carrière de directeur technique
Il fut aussi le directeur technique de l'équipe d'Argentine, en 1969, le temps de 4 matchs.

## Clubs (joueur)
| Saison    | Club        | Championnat                              |
| --------- | ----------- | ---------------------------------------- |
| 1932-1933 | Huracán     | Championnat d'Argentine junior           |
| 1933-1946 | River Plate | Championnat d'Argentine Primera División |
| 1947      | Atlanta     | Championnat d'Argentine Primera División |
| 1948      | Huracán     | Championnat d'Argentine Primera División |
| 1949-1953 | Millonarios | Championnat de Colombie                  |
| 1954      | Huracán     | Championnat d'Argentine Primera División |